# Deathconsciousness
Deathconsciousness es el álbum de estudio debut del dúo de rock experimental estadounidense Have a Nice Life, lanzado el 24 de enero de 2008 en Enemies List Home Recordings. Grabado de forma independiente por los miembros de la banda con un presupuesto de menos de 1.000 dólares, fue lanzado como un álbum doble ; el primer disco se titula "The Plow That Broke the Plains" (El arado que rompió las llanuras) y el segundo se titula "The Future"  (El futuro). La portada presenta una versión oscura del cuadro La muerte de Marat , pintado por Jacques-Louis David. 
El álbum recibió poca atención por parte del público y de las publicaciones musicales profesionales tras su lanzamiento, pero se difundió a través de foros de mensajes y memes de Internet. En 2019, Kerrang! señaló que "rápidamente se convirtió en un éxito viral entre comunidades de Internet como /mu/, Sputnikmusic, Album of the Year  y Rate Your Music . Con la ayuda de su relativo anonimato y las siniestras notas del álbum, que describían un culto medieval ficticio que adoraba a un Dios asesino, Deathconsciousness rápidamente se convirtió en un mito en Internet.

## Composición y música
El miembro de la banda Dan Barrett, fue citado diciendo: "Las letras se escribieron simultáneamente con las canciones, aunque tiendo a trabajar en borradores... Constantemente escribo y luego selecciono piezas que creo que encajan con la música para construir canciones enteras". En ese momento tenía un trabajo en el que tenía que llegar a trabajar a las 4:30 de la mañana, solo en un edificio gigante, en un escritorio frente a una ventana gigante, escribía resmas y resmas durante ese tiempo". En cuanto a cómo surgió el proyecto, Barrett comentó "No teníamos un gran plan para ello. Acabaron ocurriendo un par de cosas. Estábamos grabando canciones y teníamos un montón de material con el que no sabíamos qué hacer. Siempre teníamos un montón de material porque nos juntábamos y siempre escribíamos cosas nuevas, y nunca trabajábamos en las viejas. Creo que empezó a cuajar como proyecto, cuando falleció mi padre, y creo que eso nos hizo centrarnos en el tema".
En una sesión de preguntas y respuestas en línea, Barrett comentó sobre el sonido de baja fidelidad logrado en el álbum, mencionando cómo "mucho de Deathconsciousness se grabó a través del micrófono estenopeico de [su] laptop". Todo el álbum fue grabado con un presupuesto de menos de 1.000 dólares. El propietario del sello Flenser, Jonathan Tuite, dijo: "Este es un disco que fue creado con herramientas que están disponibles para cualquiera. De manera bastante fácil, muy económica, muchos de los sonidos probablemente sean preestablecidos y no necesitó muchos ajustes. Es como un disco hecho por un hombre común y corriente, aunque sea una obra casi genial".
El estilo del álbum ha sido descrito como ambiente oscuro, post-punk, shoegaze, rock gótico; y su tono "apocalíptico".Deathconsciousness es un álbum conceptual; Jason Heller de Pitchfork identificó la tesis del álbum como la visión de que "la existencia es sombría, el humor negro la sustenta y, a veces, regodearse en esa enfermiza paradoja es la mejor venganza".
Barrett eligió "The Big Gloom", su favorita personal, como la canción más emotiva del álbum, mientras que Tim Macuga eligió "Earthmover", específicamente el final ruidoso. El final de la canción provino de Macuga golpeando su bajo contra el suelo por frustración y abandonando la habitación debido a dificultades de grabación.

## Lanzamiento
Un folleto de 70 páginas escrito por Dan Barrett acompañó al álbum. Detalla la vida, muerte y enseñanzas de "Antiochus", el líder de una secta religiosa ficticia creada por Barrett. El álbum fue reeditado en 2009 por Enemies List, reeditando el álbum en vinilo y CD, con una nueva portada. La reedición incluyó un folleto de 70 páginas con varias pinturas y letras. Otra reedición de Deathconsciousness fue lanzada el 17 de septiembre de 2014 por Enemies List y The Flenser.

## Recepción y legado
El álbum recibió poca o ninguna atención por parte de las publicaciones musicales tras su lanzamiento, aunque Nick Greer de Sputnikmusic le dio cuatro estrellas y media de cinco y el álbum se ubicó en el puesto 94 en la lista de los 100 mejores álbumes de la década del sitio web.. Piero Scaruffi describió el álbum como un "híbrido del shoegaze-pop de My Bloody Valentine, el dark-punk de Joy Division, el post-rock de Godspeed You Black Emperor, los cantos fúnebres industriales de Nine Inch Nails y el prototipo de los Swans ".
Aunque los miembros de la banda esperaban que permaneciera en la oscuridad, el álbum, en los años posteriores a su lanzamiento, ganó un importante culto de seguidores, especialmente en comunidades musicales en línea como /mu/ de 4chan, el tablero de imágenes del sitio web para discusiones musicales, donde se considera un álbum "imprescindible". El álbum también es aclamado en la comunidad de Reddit r/Indieheads. Mike LeSuer de Flood describió el álbum como un "momento cultural digno de un meme ". Hasta 2019, el álbum se había reeditado siete veces. También en 2019, la banda interpretó el álbum completo en el festival de metal holandés Roadburn.
La canción de apertura "A Quick One Before the Eternal Worm Devours Connecticut" fue sampleada por el productor John Mello para una canción del rapero Lil Peep en una pista titulada "Shiver". Macuga comentó: "Grabé esa parte de guitarra en mi bañera y ahora está en la portada de Us Weekly como elogio de un rapero".

### Reconocimientos
| Publicación  | Tema                                 | Ranking |
| ------------ | ------------------------------------ | ------- |
| Sputnikmusic | Los 100 mejores álbumes de la década | 94      |

## Pistas
| N.º   | Título                                                    | Duración |  |
| 1.    | «A Quick One Before the Eternal Worm Devours Connecticut» | 7:53     |  |
| 2.    | «Bloodhail»                                               | 5:40     |  |
| 3.    | «The Big Gloom»                                           | 8:06     |  |
| 4.    | «Hunter»                                                  | 9:45     |  |
| 5.    | «Telefony»                                                | 4:38     |  |
| 6.    | «Who Would Leave Their Son Out in the Sun?»               | 5:19     |  |
| 7.    | «There Is No Food»                                        | 4:00     |  |
| 8.    | «Waiting for Black Metal Records to Come in the Mail»     | 6:17     |  |
| 9.    | «Holy Fucking Shit: 40,000»                               | 6:29     |  |
| 10.   | «The Future»                                              | 3:50     |  |
| 11.   | «Deep, Deep»                                              | 5:26     |  |
| 12.   | «I Don't Love»                                            | 6:13     |  |
| 13.   | «Earthmover»                                              | 11:28    |  |
| 85:04 |                                                           |          |  |